# Coherentismo
Coherentismo es el nombre dado a algunas teorías filosóficas en la epistemología moderna. 

## Tipos
Hay dos tipos distintos de coherentismo. Uno es la teoría de la coherencia de la verdad; el otro, la teoría de la coherencia de la justificación. La verdad coherente se divide entre un enfoque antropológico, que se aplica solo a las redes localizadas ("verdadero dentro de una muestra dada de una población, dada nuestra comprensión de la población"), y un enfoque que se juzga sobre la base de universales, como conjuntos categóricos. El enfoque antropológico pertenece más apropiadamente a la teoría de la correspondencia de la verdad, mientras que las teorías universales son un pequeño desarrollo dentro de la filosofía analítica. La teoría coherentista de la justificación, que puede interpretarse como relacionada con cualquiera de las dos teorías de la verdad coherente, caracteriza la justificación epistémica como una propiedad de una creencia solo si esa creencia es un miembro de un conjunto coherente. Lo que distingue al coherentismo de otras teorías de la justificación es que el conjunto es el principal portador de la justificación.
Como teoría epistemológica, el coherentismo se opone al fundacionalismo dogmático y también al infinitismo a través de su insistencia en las definiciones. También intenta ofrecer una solución al argumento de regresión que afecta a la teoría de la correspondencia. En un sentido epistemológico, es una teoría sobre cómo la creencia puede estar justificada por la teoría de la prueba.

## Planteamientos
El coherentismo es una visión sobre la estructura y el sistema de conocimiento, o creencia justificada. La tesis del coherentista normalmente se formula en términos de una negación de su contrario, como el fundacionalismo dogmático, que carece de un marco teórico de la prueba, o la teoría de la correspondencia, que carece de universalismo. La historia contrafactual, a través de un vocabulario desarrollado por David K. Lewis y su teoría de muchos mundos, aunque popular entre los filósofos, ha tenido el efecto de crear una gran incredulidad sobre verdades universales entre los académicos. Muchas dificultades se encuentran entre la coherencia hipotética y su actualización efectiva. El coherentismo afirma, como mínimo, que no todo el conocimiento y creencia justificada descansan finalmente sobre una base de conocimiento no-inferencial o creencia justificada. Para defender este punto de vista, pueden argumentar que las conjunciones (Y) son más específicas, y por lo tanto de alguna manera más defendibles, que las disyunciones (O).
Después de responder al fundacionalismo, los coherentistas normalmente caracterizan positivamente su visión reemplazando la metáfora del fundacionalismo de un edificio como modelo de la estructura del conocimiento con diferentes metáforas, como la metáfora que modela nuestro conocimiento como un barco en el mar cuya navegabilidad debe ser asegurada por reparaciones a cualquier parte que lo necesite. Esta metáfora cumple el propósito de explicar el problema de la incoherencia, que se planteó por primera vez en las matemáticas, y que plantea un riesgo para el objetivismo moral. Los coherentes típicamente sostienen que la justificación es únicamente una función de alguna relación entre creencias, ninguna de las cuales son creencias privilegiadas en la forma mantenida por los fundacionalistas dogmáticos. De esta manera, las verdades universales están más cerca. Las diferentes variedades de coherentismo están individualizadas por la relación específica entre un sistema de conocimiento y una creencia justificada, que puede interpretarse en términos de lógica de predicados o, idealmente, de teoría de prueba.

## Definición
Como teoría de la verdad, el coherentismo restringe las oraciones verdaderas a aquellas que coinciden con un conjunto específico de oraciones. La creencia de alguien es verdadera si y solo si es coherente con todas o la mayoría de sus otras creencias (verdaderas). Luego se dice que la terminología de la coherencia se correlaciona con la verdad a través de algún concepto de lo que califica a toda verdad, como la absolutez o el universalismo. Estos términos adicionales se convierten en los calificativos de lo que significa una declaración de verdad, y las declaraciones de la verdad luego deciden qué se entiende por una creencia verdadera. Por lo general, se considera que la coherencia implica algo más fuerte que la mera consistencia. Las declaraciones que son completas y cumplen con los requisitos de la navaja de Occam suelen ser las preferidas.
Como ilustración del principio, si las personas vivieran en un universo de realidad virtual, podrían ver pájaros en los árboles que realmente no están allí. No solo las aves no están realmente allí, sino que los árboles tampoco están allí. Las personas pueden o no saber que el pájaro y el árbol están allí, pero en cualquier caso hay una coherencia entre el mundo virtual y el real, expresada en términos de creencias verdaderas dentro de la experiencia disponible. La coherencia es una forma de explicar los valores de verdad al eludir las creencias que pueden ser falsas de alguna manera. Las críticas más tradicionales de la teoría de la correspondencia de la verdad han dicho que no pueden tener contenidos y pruebas al mismo tiempo, a menos que los contenidos sean infinitos, o a menos que los contenidos de alguna manera existan en forma de prueba. Tal forma de "prueba existente" puede parecer ridícula, pero los coherentistas tienden a pensar que no es problemática. Por lo tanto, cae en un grupo de teorías que a veces se consideran excesivamente generalistas, lo que Gabor Forrai llama 'realismo blob'. Esto coincide con el debate tradicional entre el empirismo y el racionalismo.
Quizás la objeción más conocida a una teoría de la verdad basada en la coherencia es el argumento de Bertrand Russell sobre la contradicción. Russell sostuvo que una creencia y su negación se unirán por separado con un conjunto completo de sus creencias coherentes, por lo que es internamente inconsistente. Por ejemplo, si alguien tiene una creencia que es falsa, ¿cómo podemos determinar si la creencia se refiere a algo real aunque sea falsa, o si en cambio la creencia correcta es verdadera aunque no se crea? Por lo tanto, la coherencia debe basarse en una teoría que no sea contradictoria o acepte un grado limitado de incoherencia, como el relativismo o la paradoja. Los criterios adicionales necesarios para la coherencia pueden incluir el universalismo o el carácter absoluto, lo que sugiere que la teoría sigue siendo antropológica o incoherente cuando no utiliza el concepto de infinito. Un coherentista podría argumentar que este escenario se aplica independientemente de las teorías que se consideren, y por lo tanto, que el coherentismo debe ser el marco teórico de la verdad preferido para evitar el relativismo.

## Historia
El coherentismo fue descrito principalmente por Harold Henry Joachim en su libro The Nature of Truth (1906). Más recientemente, varios epistemólogos contemporáneos han contribuido significativamente y han defendido la teoría; principalmente Laurence BonJour y Keith Lehrer.

### El argumento de regresión
Tanto la coherencia como las teorías fundamentalistas de la justificación intentan responder al argumento de regresión, un problema fundamental en la epistemología que se explica a continuación. Dada alguna afirmación P, parece razonable pedir una justificación para P. Si esa justificación toma la forma de otra declaración, P', uno puede razonablemente pedir una justificación para P', y así sucesivamente. Hay tres resultados posibles para este proceso de preguntas:
- la serie es infinitamente larga, con cada enunciado justificado por alguna otra declaración.
- la serie forma un ciclo, de modo que cada enunciado está finalmente involucrado en su propia justificación.
- la serie termina con ciertas afirmaciones que tienen que justificarse por sí mismas.

Una serie infinita parece ofrecer poca ayuda, a menos que se encuentre una forma de modelar conjuntos infinitos. Esto podría implicar suposiciones adicionales. De lo contrario, es imposible verificar que cada justificación sea satisfactoria sin hacer amplias generalizaciones.
El coherentismo a veces se caracteriza por aceptar que la serie forma un ciclo, pero aunque esto produciría una forma de coherencia, esto no es lo que generalmente se entiende por el término coherencia. Quienes aceptan la teoría de bucle a veces argumentan que el conjunto de suposiciones utilizadas para probar la teoría no es lo que está en cuestión al considerar un bucle de premisas. Esto serviría al propósito típico de eludir la dependencia de una regresión, pero podría considerarse una forma de fundacionalismo lógico. Pero, por lo demás, debe suponerse que un ciclo plantea la pregunta, lo que significa que no proporciona la lógica suficiente para constituir una prueba.

### La respuesta del fundacionalismo
Se podría concluir que debe haber algunas afirmaciones que, por alguna razón, no necesitan justificación. Esta visión se llama fundacionalismo. Por ejemplo, los racionalistas como Descartes y Spinoza desarrollaron sistemas axiomáticos que se basaron en afirmaciones que se tomaron como evidentes: "Creo que, por lo tanto, soy" es el ejemplo más famoso. Sin embargo, creo que POR LO TANTO, en realidad, sigue siendo una justificación en sí misma. X POR LO TANTO Y. El mejor ejemplo de afirmación que se justifica a sí misma es: Yo soy. O soy lo que soy. De manera similar, los empiristas toman las observaciones como el fundamento de la serie.
El fundacionalismo se basa en la afirmación de que no es necesario pedir justificación de ciertas proposiciones, o que se justifican a sí mismas. Los coherentistas argumentan que esta posición es demasiado dogmática. En otras palabras, no proporciona un criterio real para determinar qué es verdadero y qué no lo es. El proyecto analítico coherente presenta un proceso de justificación de lo que significa un criterio adecuado para la verdad no dogmática. Como una consecuencia de esto, la teoría insiste en que siempre es razonable pedir una justificación para cualquier afirmación. Por ejemplo, si alguien hace una afirmación de observación, como "está lloviendo", el coherentista sostiene que es razonable preguntar, por ejemplo, si esta mera afirmación se refiere a algo real. Lo que es real acerca de la declaración, resulta, es el patrón extendido de relaciones que llamamos justificaciones. Pero, a diferencia del relativista, el coherentista argumenta que estas asociaciones pueden ser objetivamente reales. El coherentismo sostiene que el fundacionalismo dogmático no proporciona todo el conjunto de relaciones puras que podrían resultar en la comprensión real del contexto objetivo de los fenómenos, porque los supuestos dogmáticos no son teóricos de la prueba y, por lo tanto, permanecen incoherentes o relativistas. Por lo tanto, los coherentistas argumentan que la única forma de alcanzar la verdad teórica de la prueba que no es relativista es a través de la coherencia.

### La respuesta coherentista
El coherentismo niega la validez del argumento de regresión. El argumento de regresión hace la suposición de que la justificación para una proposición toma la forma de otra proposición: P "justifica a P", lo que a su vez justifica P. Para el coherentismo, la justificación es un proceso holístico: justificación inferencial para la creencia de que P es no lineal. Esto significa que P" y P' no son epistémicamente anteriores a P. Más bien, las creencias de que P", P' y P trabajan juntas para lograr la justificación epistémica. Catherine Elgin ha expresado el mismo punto de manera diferente, argumentando que las creencias deben ser "mutuamente consistentes, compatibles y de apoyo. Es decir, los componentes deben ser razonables a la luz el uno del otro. Dado que tanto la compatibilidad como el apoyo son cuestiones de grado, la coherencia también lo es". Por lo general, se considera que el sistema de creencias es el conjunto completo de creencias del individuo o grupo, es decir, su teoría del mundo.
Es necesario que el coherentismo explique con cierto detalle qué significa que un sistema sea coherente. Al menos, la coherencia debe incluir consistencia lógica. También suele requerir cierto grado de integración de los diversos componentes del sistema. Un sistema que contiene más de una explicación no relacionada del mismo fenómeno no es tan coherente como uno que usa una sola explicación, siendo todas las demás cosas iguales. Por el contrario, una teoría que explica fenómenos divergentes que utilizan explicaciones no relacionadas no es tan coherente como una que utiliza una sola explicación para esos fenómenos divergentes. Estos requisitos son variaciones en la navaja de Occam. Las mismas objeciones se pueden hacer de manera más formal usando estadísticas bayesianas. Finalmente, cuanto mayor sea el número de fenómenos explicados por el sistema, mayor será su coherencia.

### Problemas para el coherentismo
Un problema que el coherentismo tiene que enfrentar es la objeción a la pluralidad. No hay nada dentro de la definición de coherencia que haga imposible que dos conjuntos de creencias completamente diferentes sean internamente coherentes. Por lo tanto, podría haber varios de esos conjuntos. Pero si uno supone -en línea con el principio de no contradicción- que solo puede haber un conjunto completo de verdades, el coherentismo debe por lo tanto resolver internamente que estos sistemas no son contradictorios, al establecer lo que se entiende por verdad. En este punto, se puede culpar al coherentismo por adoptar su propia variación del fundacionalismo dogmático seleccionando arbitrariamente valores de la verdad. Los coheherentistas deben argumentar que sus valores de la verdad no son arbitrarios por razones comprobables.
También surge una segunda objeción, el problema finito: ese relativismo arbitrario y ad hoc podría reducir las declaraciones de valor relativamente insignificantes a las no entidades durante el proceso de establecer el universalismo o la absolutez. Esto podría dar como resultado un marco teórico de la verdad totalmente plano, o incluso valores de la verdad arbitrarios. Los coherentistas generalmente resuelven esto adoptando una condición metafísica de universalismo, que a veces conduce al materialismo, o argumentando que el relativismo es trivial.
Sin embargo, la metafísica plantea otro problema, el problema del argumento del polizón que podría tener implicaciones epistemológicas. Sin embargo, un coherentista podría decir que si se cumplen las condiciones de verdad de la lógica, entonces no habrá ningún problema independientemente de cualquier condición adicional que sea verdadera. Por lo tanto, el énfasis está en hacer que la teoría sea válida dentro del conjunto, y también verificable.
Diversos filósofos han planteado preocupaciones sobre el vínculo entre las nociones intuitivas de coherencia que forman la base de las formas epistémicas de coherentismo y algunos de los resultados formales de la probabilidad Bayesiana. Este es un problema planteado por Luc Bovens y Stephen Hartmann, en la forma de "imposibilidad" de los resultados, y por Erik J. Olsson. Se han hecho intentos de construir una teoría de la intuición coherentista.